# David de Gea Quintana
David de Gea Quintana (Madrid, 7 de novembre de 1990) és un futbolista espanyol que juga com a porter a l'ACF Fiorentina.

## Infància
Va néixer circumstancialment a Madrid, però es va criar des del seu naixement a Illescas (Toledo) i els seus primers passos futbolístics els va fer a la propera escola de la localitat de Casarrubuelos (Madrid). Ha rebut diversos premis com a esportista destacat per part de la Junta de Comunitats de Castella-la Manxa i per la Diputació de Toledo. El juny del 2011 va fitxar pel Manchester United FC, que va haver de pagar 29 milions d'euros a l'Atlètic de Madrid. Amb l'equip anglès ha aconseguit 8 títols, inclosa la Premier League 2012-13 i la Lliga Europa de la UEFA 2016-2017.

## Trajectòria
El 30 de setembre de 2009 va debutar en un partit oficial amb el primer equip de l'Atlètic de Madrid en Lliga de Campions a causa de la lesió del porter titular de l'equip, Roberto, que enfrontava a l'Atlético contra el Porto a O Dragao. El 3 d'octubre debuta a l'Estadi Vicente Calderón i deté un penal, el seu equip venç per 2-1 al Saragossa i surt ovacionat per l'afició matalassera.
El 24 d'octubre del 2009 juga el seu segon partit en Lliga contra el RCD Mallorca el resultat és d'1-1.
El 27 d'agost de 2009 jugà com a titular el partit de la Supercopa d'Europa 2010 en què l'Atlético de Madrid es va enfrontar a l'Inter de Milà, i va guanyar el títol, per 2 a zero.

## Selecció estatal
De Gea va formar part de la selecció espanyola que es va consagrar campiona de l'Europeu sub-17 i subcampiona del Mundial Sub-17 de 2007. Wl juny de 2011 formà part de la selecció espanyola de futbol Sub-21 que va guanyar el Campionat d'Europa de futbol sub-21 de 2011, celebrat a Dinamarca, i fou també el porter menys golejat del campionat amb només dos gols rebuts, un en el primer partit contra la selecció d'Anglaterra i un altre a la semifinal contra Belarús.
El 25 febrer 2012 va rebre la convocatòria per als Jocs Olímpics de Londres 2012.
El 15 de maig de 2012, entra a la llista de convocats de la selecció espanyola absoluta, per dos amistosos davant Sèrbia i davant Corea del Sud.
El 3 de juliol va ser convocat a la llista prèvia de 22 jugadors per representar a la selecció espanyola als Jocs Olímpics de Londres 2012. Dies després va ser inclòs en la llista definitiva de 18 jugadors que finalment van viatjar a Londres, una competició en què el combinat espanyol va caure eliminat en la primera lligueta.
El 31 de maig de 2014 entrà a la llista de 23 seleccionats per Vicente del Bosque per participar en la Copa del Món de Futbol de 2014, en el qual serà la seva primera participació en un mundial. En cas que la selecció espanyola, la campiona del món del moment, guanyés novament el campionat, cada jugador cobraria una prima de 720.000 euros, la més alta de la història, 120.000 euros més que l'any anterior.

## Clubs
| Club                                         | País       | Any       |
| -------------------------------------------- | ---------- | --------- |
| Col·legi Castella                            | Espanya    | 1998-1999 |
| Escuela de Fútbol Atlético Casarrubuelos     | Espanya    | 1999-2003 |
| Categories inferiors de l'Atlético de Madrid | Espanya    | 2003-2007 |
| Atlètic de Madrid B                          | Espanya    | 2007-2009 |
| Atlètic de Madrid                            | Espanya    | 2009-2011 |
| Manchester United FC                         | Anglaterra | 2011-2023 |
| Sense equip                                  | ---        | act.      |

## Palmarès

### Atlético de Madrid
- Lliga Europa de la UEFA (2009-10)
- Supercopa d'Europa de futbol (2010)[2]

### Manchester United
- 3 Community Shield (2011, 2013, 2016)
- Premier League (2012-13)
- FA Cup (2015-16)
- 2 Copes de la lliga (2016-17, 2022-23)
- UEFA Europa League (2016-17)

### Selecció espanyola
- Campionat d'Europa sub-17 (2007)
- subcampió Campionat del Món sub-17 (2007)
- Campionat d'Europa sub-21 (2011, 2013)[10]